# Toya Legido
Toya Legido García (Albacete en 1968) es una artista, fotógrafa y comisaria de exposiciones. Doctora en Bellas Artes y profesora titular en la Facultad de Bellas Artes de la Universidad Complutense de Madrid. Su obra y sus investigaciones giran en torno a la Botánica, la Entomología y el Medioambiente como un contenido esencial del arte.

## Trayectoria
Toya Legido es doctora en Bellas Artes (2001) por la Universidad Complutense de Madrid (UCM) con la tesis Muerte de la fotografía referencial de la imagen fotográfica como representación a la imagen fotográfica como herramienta discursiva.Ha desarrollado una formación artística de amplio recorrido. 
Ha ejercido la actividad del comisariado de exposiciones, como por ejemplo, Herbarios imaginados. Entre el arte y la ciencia en el centro de Arte Complutense, Universidad Complutense de Madrid, (2020).
Ha desarrollado su actividad profesional como profesora universitaria, investigadora, artista fotógrafa, comisaria de exposiciones y fotógrafa publicitaria y editorial.     
Su obra gira en torno al mundo de la botánica como forma de reflejar la vida y las interrelaciones de los seres vivos, en ella une conceptos científicos y artísticos preguntándose en sus representaciones dónde está la línea que los separa. Investiga el patrimonio científico y los gabinetes de curiosidades.       
Desde el año 1995 ha compaginado la docencia con el trabajo artístico y como fotógrafa profesional.        
Es miembro del colectivo Cómo ser fotógrafa.
En 2024 recibió el Premio al Libro Mejor Editado en 2023 en la categorías de Libros de Arte por el libro Ellas ilustran Botánica: arte, ciencia y género, otorgados por el Ministerio de Cultura de España.

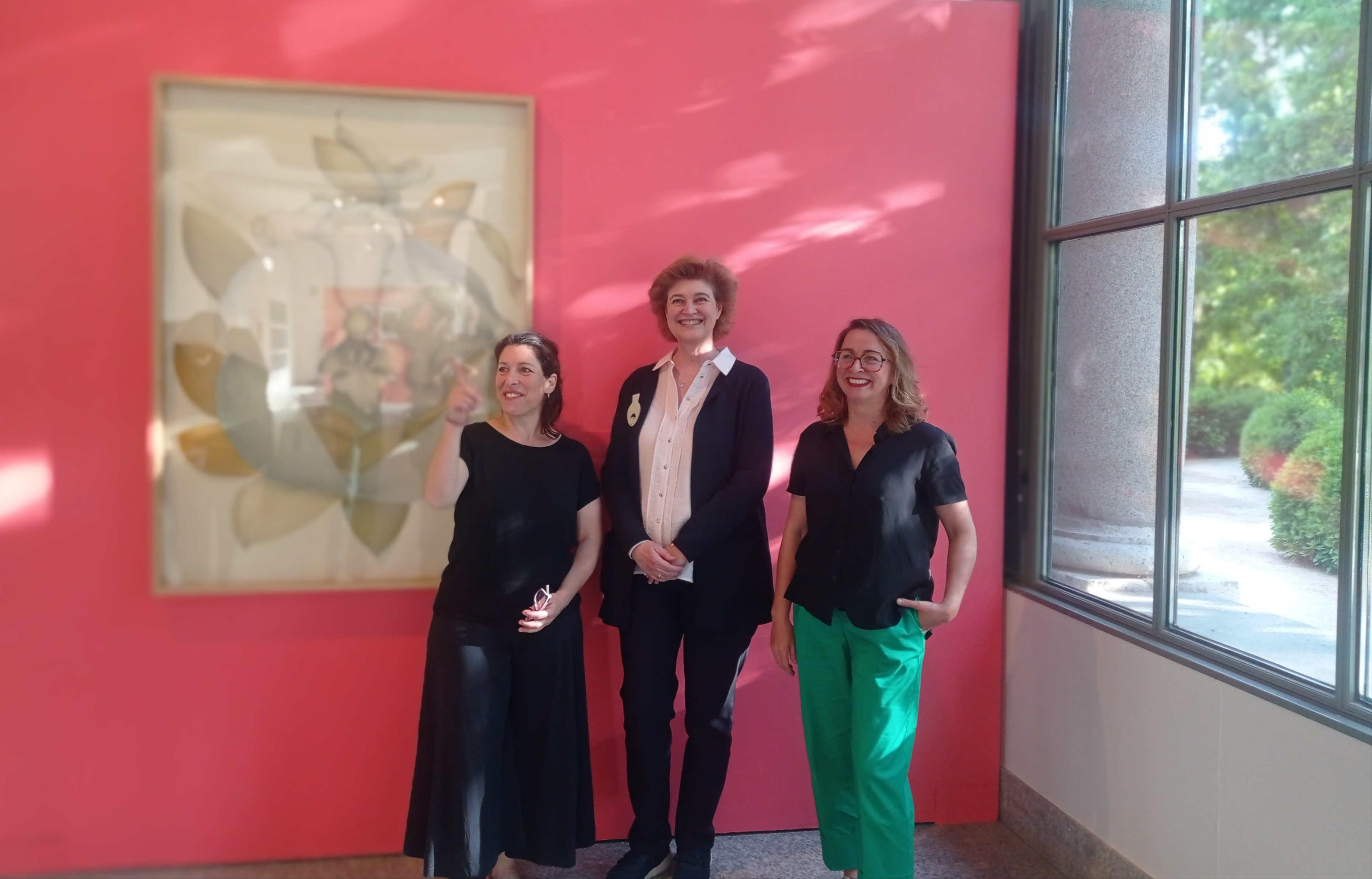
Exposición Ellas ilustran botánica Lucía Moreno Diz, Marta Chirino y Toya Legido

## Producción artística

### Exposiciones
La obra de Toya Legido se ha podido ver en exposiciones colectivas e individuales, entre las que se pueden citar:
Individuales:
- Transgénicos. Colegio de España en París (2011)
- Art Herbario. Botánico de Madrid (2015)

- Botánica secreta en la Casa de las Ciencias de Logroño (2019).[10][11]
- Herbaria en la Fundación Cristina Enea de San Sebastián (2021).[12]
- Pétalos de carne, insectos vegetales, en la Fundación Cristina Enea, San Sebastián (2021).[13]
- Naturalia y Artificialia en el Castillo de Santa Catalina, Cádiz (2021).[14]

Colectivas:
- BotanYca. Museo de la Evolución Humana de Burgos. (2013).[15]

- Ars Herbaria en el Jardín Botánico de Madrid (2015).[16]

- Art al Jardí. Arte Ciencia y Naturaleza en el Jardín Botánico de Valencia (2017).[17][18]
- Arte Abierto. Casa Decor (2018).[19]

- Jardines Imaginarios en la Galería Sobering de París (2020).[20]

- Maravilla en el CDAN, Centro de Arte y Naturaleza de Huesca (2023) y en el Museo de Teruel.[21][22]
- Dialogues on ecofeminism en El Cairo (2023).[23]
- En Escena.[24][25]
- Un cambio de paradigma  en la Sala de Arte Joven de Avenida de América en Madrid (2024).

### Comisariado
Toya Legido ha comisariado exposiciones derivadas de proyectos realizados con grupos de investigación de la Universidad Complutense como: 
- Ellas ilustran botánica. Arte, ciencia y género en la Casa de las Ciencias de Logroño y el Real Jardín Botánico de Madrid - CSIC

- Herbarios imaginados. Entre el arte y la ciencia en el arte contemporáneo. Universidad Complutense de Madrid.[4]
- Zoologías.[26] [27]
- Ellas ilustran Botánica. En el Pabellón Villanueva del Real Jardín Botánico de Madrid. (2024).[28]

### Otros
Toya Legido ha trabajado como directora de arte, fotógrafa publicitaria y editorial, y diseñadora gráfica para diferentes empresas, revistas, bancos de imágenes y agencias de publicidad entre las que destacan: Manuel Estrada Estudio, Luciolé, S.M., Canal Cocina, Getty Image Bank, Marie Claire, Lladró, Editoriale Domus, Persán, Cores, Gamesa, Securitas, Carmencita, Instituto de Comercio Exterior (ICEX), Universidad Complutense de Madrid, etc 

## Docencia e investigación
Ha impartido clases en diferentes universidades como, la Universidad Europea (1995 a 2005) y dese 2006 en la Facultad de Bellas Artes de la Universidad Complutense de Madrid, ha dirigido tesis doctorales, ha formado parte de tribunales de tesis doctorales, de trabajos fin de máster y de trabajos fin de grado o de selección  profesorado.
Ha compaginado la docencia y la investigación formando parte o dirigiendo trabajos de investigación como, el de  Arte, Ciencia, Naturaleza y difusión del Patrimonio de la Universidad Complutense de Madrid  donde se desarrollan proyectos expositivos, de diseño, fotografía, comisariado y publicaciones
Ha pertenecido al  grupo de Estudios de Género de la Universidad Europea de Madrid dirigido por Patricia Mayayo, ha pertenecido y dirigido el grupo de Investigación Arte, ciencia y naturaleza y también al grupo de investigación Arte, Tecnología, Imagen y Conservación del Patrimonio Cultural.
Además del ámbito puramente académico y en la investigación, ha participado en el ejercido de diferentes cargos en la administración universitaria como Secretaria Académica del Departamento de Diseño e Imagen y ha formado parte de la Agencia Nacional de Evaluación de la Calidad y Acreditación (ANECA) para acreditación de profesores titulares de universidad.
Ha publicado artículos y capítulos de libros sobre estética y teoría de la imagen fotográfica en revistas como: Archivo Platform, EXIT o Arte, Individuo y Sociedad

### Publicaciones
- Photography and botany: The representations of naturalism and humanism y Memento Mori.[33]
- Una breve historia de la imagen de la comida. Comprar, Cocinar y Comer.[34]
- Del bodegón a la basura. Representaciones de alimentos en la historia del arte desde la perspectiva de la fotografía contemporánea.[35]
- La realización de lo íntimo en el arte y la publicidad contemporáneos.[36]

Publicaciones se pueden encontrar Google Académicoy Dialnet